# 16 - sixteen -
『16 -sixteen-』（シックスティーン）は、2003年10月1日に発売された推定少女の1枚目のオリジナルアルバムである。

## 収録曲
1. エッジな気分
作詞：ミヤモトコウイチロウ、作曲・編曲：HIKARI
  - 3rdシングルカップリング。
2. 情報
作詞：野口圭、作曲：Funta、編曲：百石元
  - 5thシングル。
3. 失恋ソング
作詞：野口圭、作曲：Funta、編曲：秋山誠司
  - 6thシングル。
4. ワレモノ
作詞：野口圭、作曲：Funta、編曲：見良津健雄
  - 5thシングル。
5. 少女の裏側
作詞：ミヤモトコウイチロウ、作曲・編曲：HIKARI
  - 4thシングルカップリング。
6. 間違い
作詞：野口圭、作曲：HIKARI、編曲：見良津健雄
  - 6thシングル。
7. 鍵が開かない
作詞：野口圭、作曲：ハマモトヒロユキ、編曲：秋山誠司
  - 4thシングル。
8. しょうちのすけ
作詞：秋元康、作曲・編曲：百石元
  - 1stシングル。
9. 席替え
作詞：野口圭、作曲：ハマモトヒロユキ、編曲：秋山誠司
  - 2ndシングル。
10. 聖母主義 ～マドンナプレイ～
作詞：野口圭、作曲・編曲：クリヤ・マコト
  - 3rdシングル。
11. BABY BABY
作詞：秋元康、作曲：宅見将典、編曲：土肥真生
12. あの日何か言いかけたキミをまだ覚えているよ
作詞：Rino、作曲：渡辺健二、編曲：秋山誠司